# Campeonato Mundial de Piragüismo en Aguas Tranquilas de 1950
El III Campeonato Mundial de Piragüismo en Aguas Tranquilas se celebró en Copenhague (Dinamarca) en el año 1950 bajo la organización de la Federación Internacional de Piragüismo (ICF) y la Federación Danesa de Piragüismo.
Las competiciones se realizaron en el canal de piragüismo ubicado en el lago Bagsværd, al norte de la capital danesa.

## Medallistas

### Masculino
| Evento       | Oro                                                                             | Plata                                                                          | Bronce                                                                               |
| ------------ | ------------------------------------------------------------------------------- | ------------------------------------------------------------------------------ | ------------------------------------------------------------------------------------ |
| K1 500 m     | Johan Andersen Dinamarca                                                        | Lennart Klingström · Suecia                                                    | Andreas Lind Dinamarca                                                               |
| K2 500 m     | Lars Glasser · Ingemar Hedberg · Suecia                                         | Henry Pettersson · Berndt Häppling · Suecia                                    | Maximilian Raub · Herbert Wiedermann · Austria                                       |
| K1 4 × 500 m | Lars Glasser · Ingemar Hedberg · Lennart Klingström · Gert Fredriksson · Suecia | Poul Agger Andreas Lind Ejvind Hansen Johan Andersen Dinamarca                 | Maximilian Raub · Herbert Wiedermann · Herbert Klepp · Günther Rührnschopf · Austria |
| K1 1000 m    | Gert Fredriksson · Suecia                                                       | Thorvald Strömberg · Finlandia                                                 | Lars Pettersson · Suecia                                                             |
| K2 1000 m    | Lars Glasser · Ingemar Hedberg · Suecia                                         | Ivar Mathisen · Knut Østby · Noruega                                           | Piet Bakker · Harri Kooistra · Países Bajos                                          |
| K4 1000 m    | Einar Pihl · Hans Eriksson · Lars Pettersson · Berndt Häppling · Suecia         | Gunnar Åkerlund · Ebbe Frick · Sven-Olov Sjödelius · Hans Wetterström · Suecia | Herbert Klepp · Walter Frühwirth · Hans Ortner · Paul Fehlinger · Austria            |
| K1 10 000 m  | Thorvald Strömberg · Finlandia                                                  | Gert Fredriksson · Suecia                                                      | Arne Jansson · Suecia                                                                |
| K2 10 000 m  | Gunnar Åkerlund · Hans Wetterström · Suecia                                     | Svend Frømming Ingvard Nørregaard Dinamarca                                    | Karl-Erik Björk · Per-Olav Olsson · Suecia                                           |
| K4 10 000 m  | Karl Andersson · Stig Andersson · Gösta Gustavsson · Harry Johansson · Suecia   | Klas Norgren · Arne Jansson · Karl-Erik Björk · Per-Olav Olsson · Suecia       | Walter Piemann · Alfred Schmidtberger · Otto Lochner · Alfred Krammer · Austria      |
| C1 1000 m    | Josef Holeček Checoslovaquia                                                    | Robert Boutigny Francia                                                        | Bengt Backlund · Suecia                                                              |
| C2 1000 m    | Jan Brzák-Felix Bohumil Kudrna Checoslovaquia                                   | Georges Dransart Armand Loreau Francia                                         | Václav Havel Jiří Pecka Checoslovaquia                                               |
| C1 10 000 m  | Robert Boutigny Francia                                                         | Josef Holeček Checoslovaquia                                                   | Bengt Backlund · Suecia                                                              |
| C2 10 000 m  | Jan Brzák-Felix Bohumil Kudrna Checoslovaquia                                   | Georges Dransart Armand Loreau Francia                                         | Bohuslav Karlík Oldřich Lomecký Checoslovaquia                                       |

### Femenino
| Evento   | Oro                                      | Plata                                         | Bronce                                   |
| -------- | ---------------------------------------- | --------------------------------------------- | ---------------------------------------- |
| K1 500 m | Sylvi Saimo · Finlandia                  | Karen Hoff Dinamarca                          | Fritzi Schwingl · Austria                |
| K2 500 m | Sylvi Saimo · Greta Grönholm · Finlandia | Gertrude Liebhart · Fritzi Schwingl · Austria | Ingrid Wallgren · Lisa Lundberg · Suecia |

## Medallero
| Núm. | País           | Oro | Plata | Bronce | Total |
| ---- | -------------- | --- | ----- | ------ | ----- |
| 1    | Suecia         | 7   | 5     | 6      | 18    |
| 2    | Checoslovaquia | 3   | 1     | 2      | 6     |
| 3    | Finlandia      | 3   | 1     | 0      | 4     |
| 4    | Dinamarca      | 1   | 3     | 1      | 5     |
| 5    | Francia        | 1   | 3     | 0      | 4     |
| 6    | Austria        | 0   | 1     | 5      | 6     |
| 7    | Noruega        | 0   | 1     | 0      | 1     |
| 8    | Países Bajos   | 0   | 0     | 1      | 1     |
|      | TOTAL          | 15  | 15    | 15     | 45    |